# قرار مجلس الأمن التابع للأمم المتحدة رقم 1692
قرار مجلس الأمن التابع للأمم المتحدة رقم 1692، الذي تم تبنيه بالإجماع في 30 يونيو 2006، بعد التذكير بالقرارات المتعلقة بالحالة في بوروندي ومنطقة البحيرات الكبرى الأفريقية، ولا سيما القرارين 1650 (2005) و1669 (2006)، مدد المجلس ولاية عملية الأمم المتحدة في بوروندي حتى 31 ديسمبر 2006.

## القرار

### أعمال
وبموجب الفصل السابع من ميثاق الأمم المتحدة، مدد مجلس الأمن ولاية عملية الأمم المتحدة في بوروندي حتى نهاية عام 2006. كما مدد النقل المؤقت للأفراد العسكريين وأفراد الشرطة المدنية من عملية الأمم المتحدة في بوروندي إلى بعثة الأمم المتحدة في جمهورية الكونغو الديمقراطية حتى 30 سبتمبر 2006.
وأخيرا، رحب أعضاء المجلس باعتزام الأمين العام كوفي عنان إنشاء مكتب الأمم المتحدة المتكامل في بوروندي خلفا لعملية الأمم المتحدة في بوروندي.

## روابط خارجية
- نص القرار في undocs.org